# St. Nikolaus (Üttfeld-Binscheid)

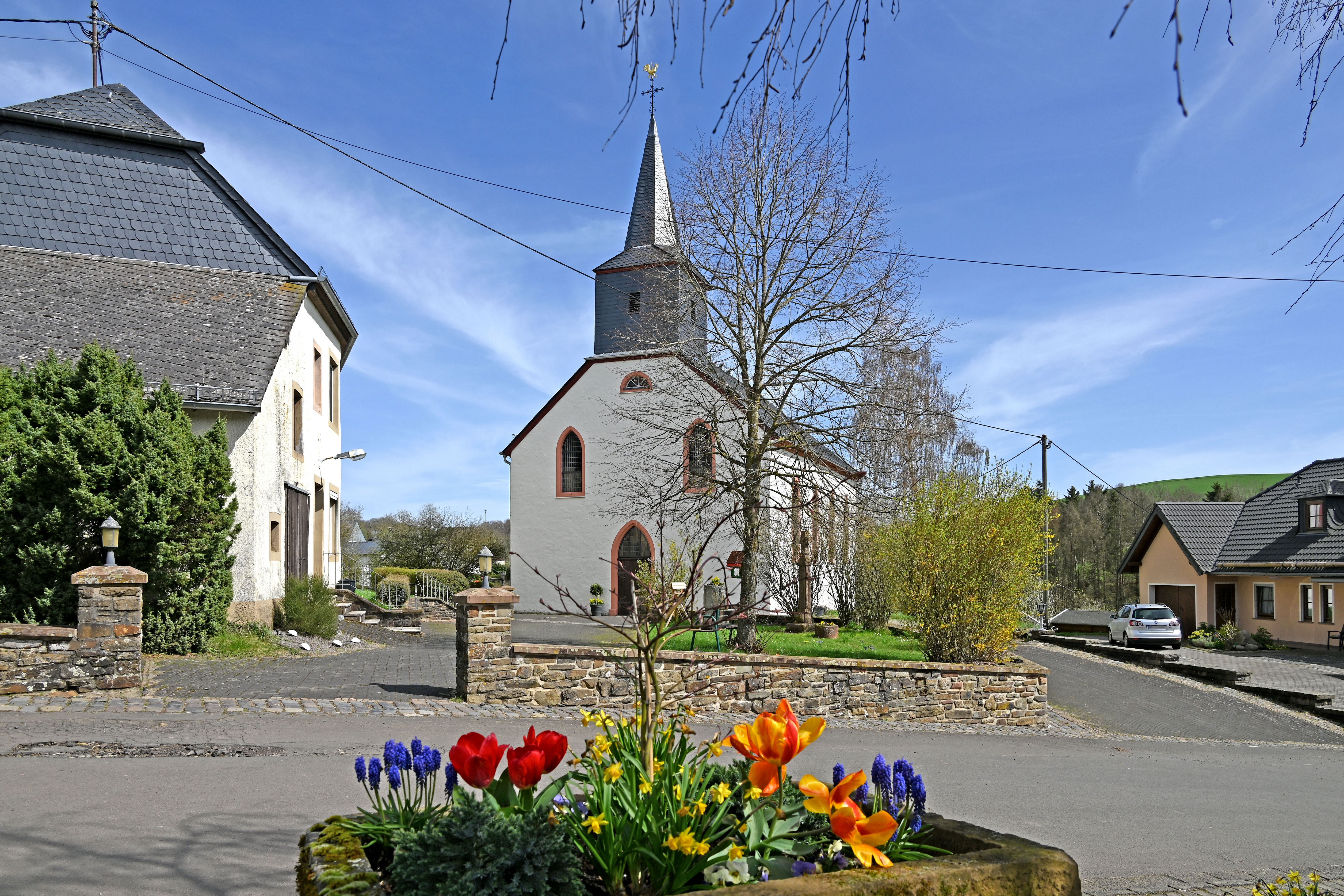
St. Nikolaus (Binscheid) von Westen

Die Kirche St. Nikolaus ist die römisch-katholische Pfarrkirche von Binscheid in der Ortsgemeinde Üttfeld im Eifelkreis Bitburg-Prüm in Rheinland-Pfalz. Die Pfarrei St. Nikolaus gehört in der Pfarreiengemeinschaft Arzfeld zum Dekanat St. Willibrord Westeifel im Bistum Trier.

## Geschichte
Nach Jahrhunderten als Filialkirche von St. Luzia in Eschfeld wurde Binscheid 1808 selbständige Pfarrei und gehörte ab 1821 zum Bistum Trier. Die heutige Kirche wurde 1878 als schlichtes Kirchenschiff mit Giebeldachreiter erbaut.

## Ausstattung
Prunkstück der Ausstattung ist der Renaissancealtar aus dem 17. Jahrhundert, der ursprünglich aus dem Kloster Himmerod stammt und der Werkstatt von Hans Ruprecht Hoffmann zugeschrieben wird. Er zeigt neben dem Kirchenpatron Themen aus der Leidensgeschichte Christi. Der Eschfelder Malerpastor Christoph März malte 1901 die Chorraumdecke mit einer Darstellung der Heiligen Dreifaltigkeit im byzantinisierenden Stil aus.

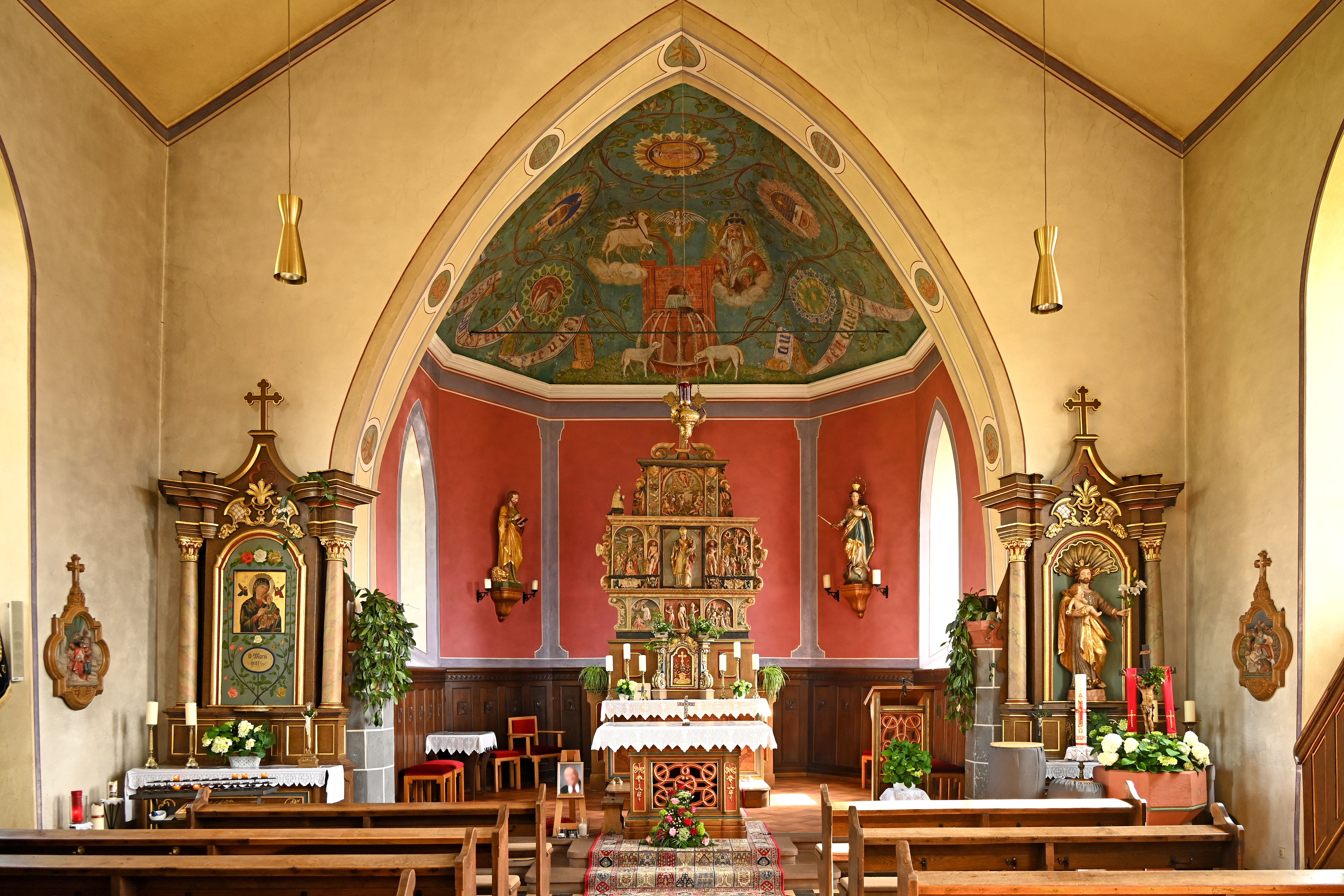
Innenraum
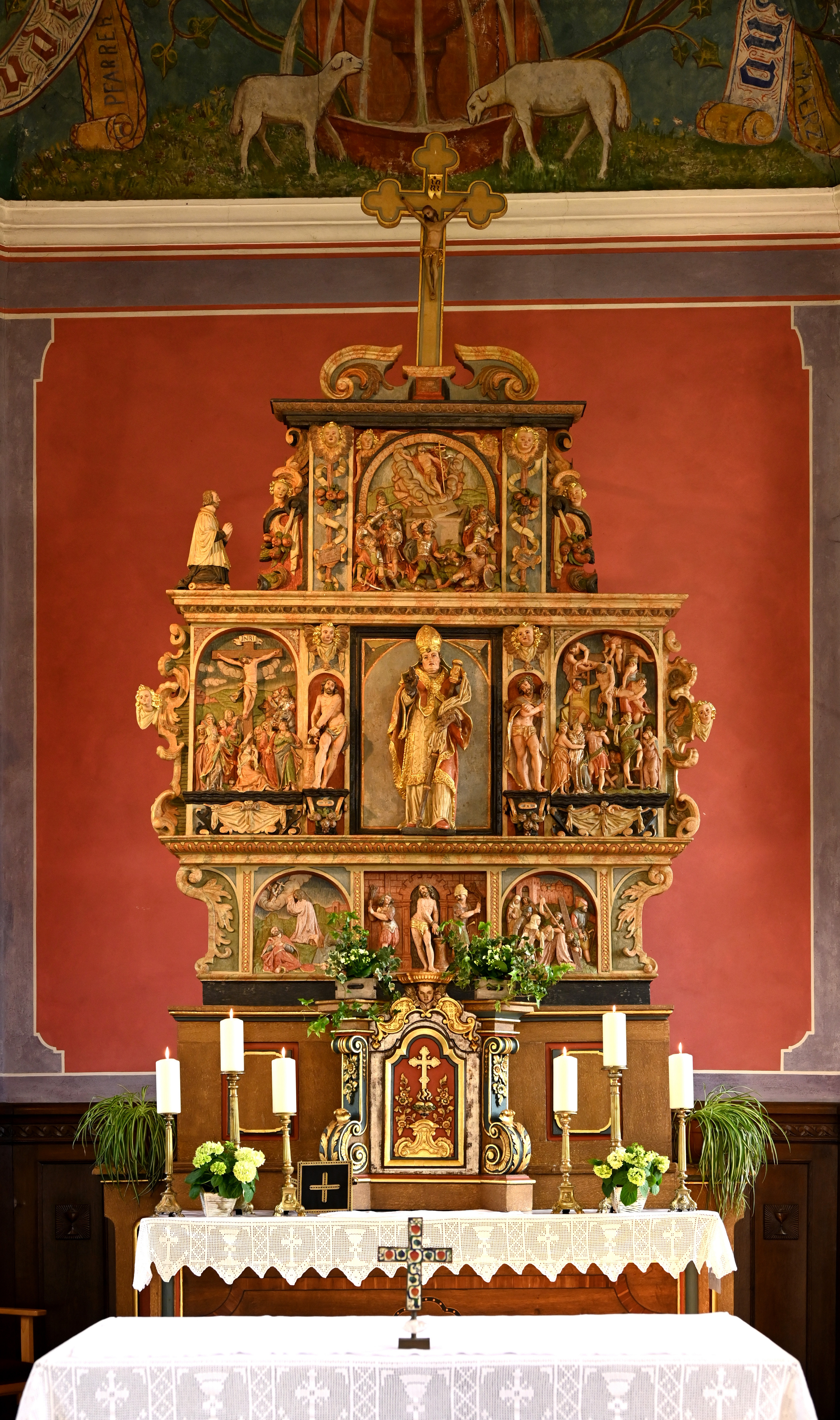
Hochaltar
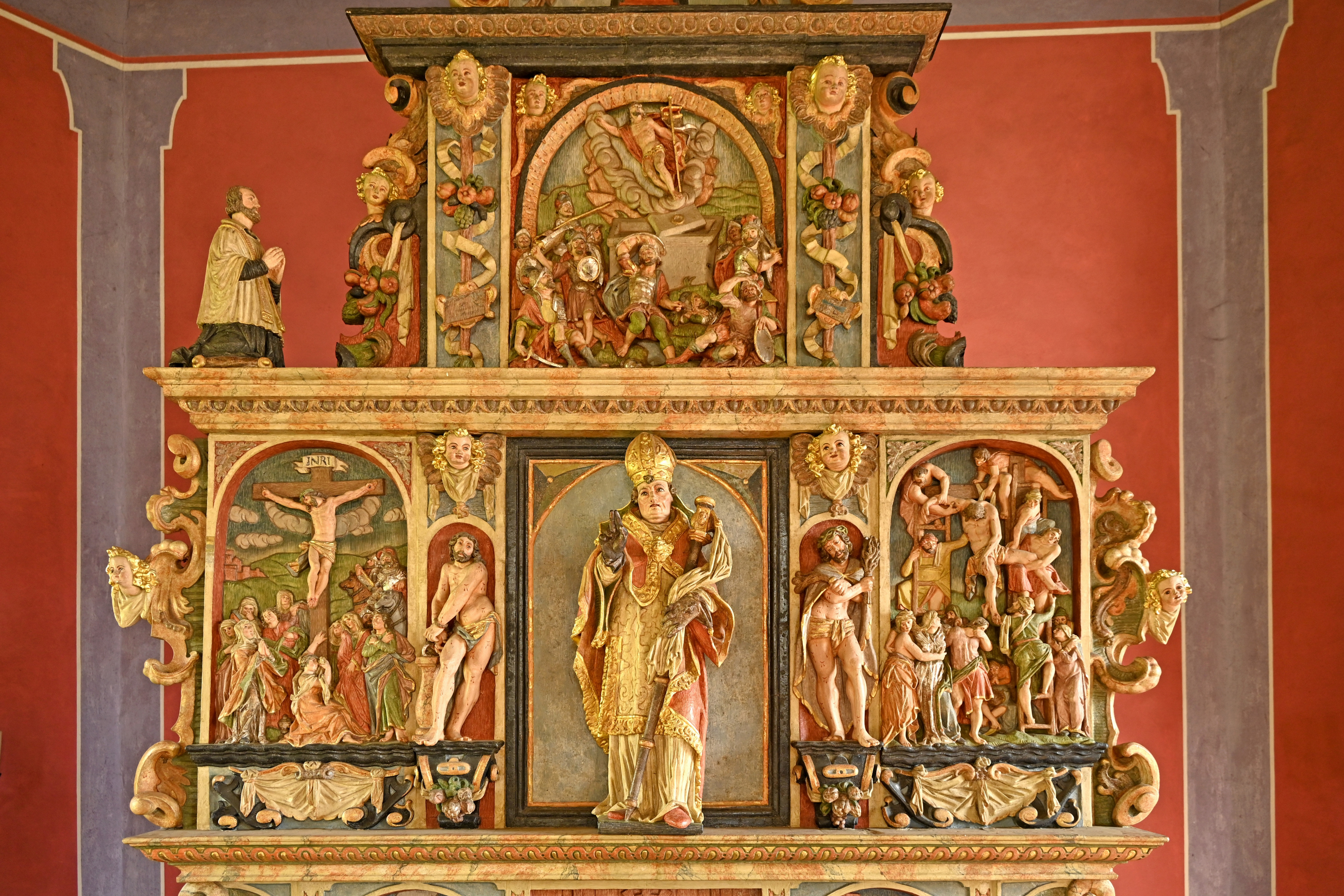
Altardetail
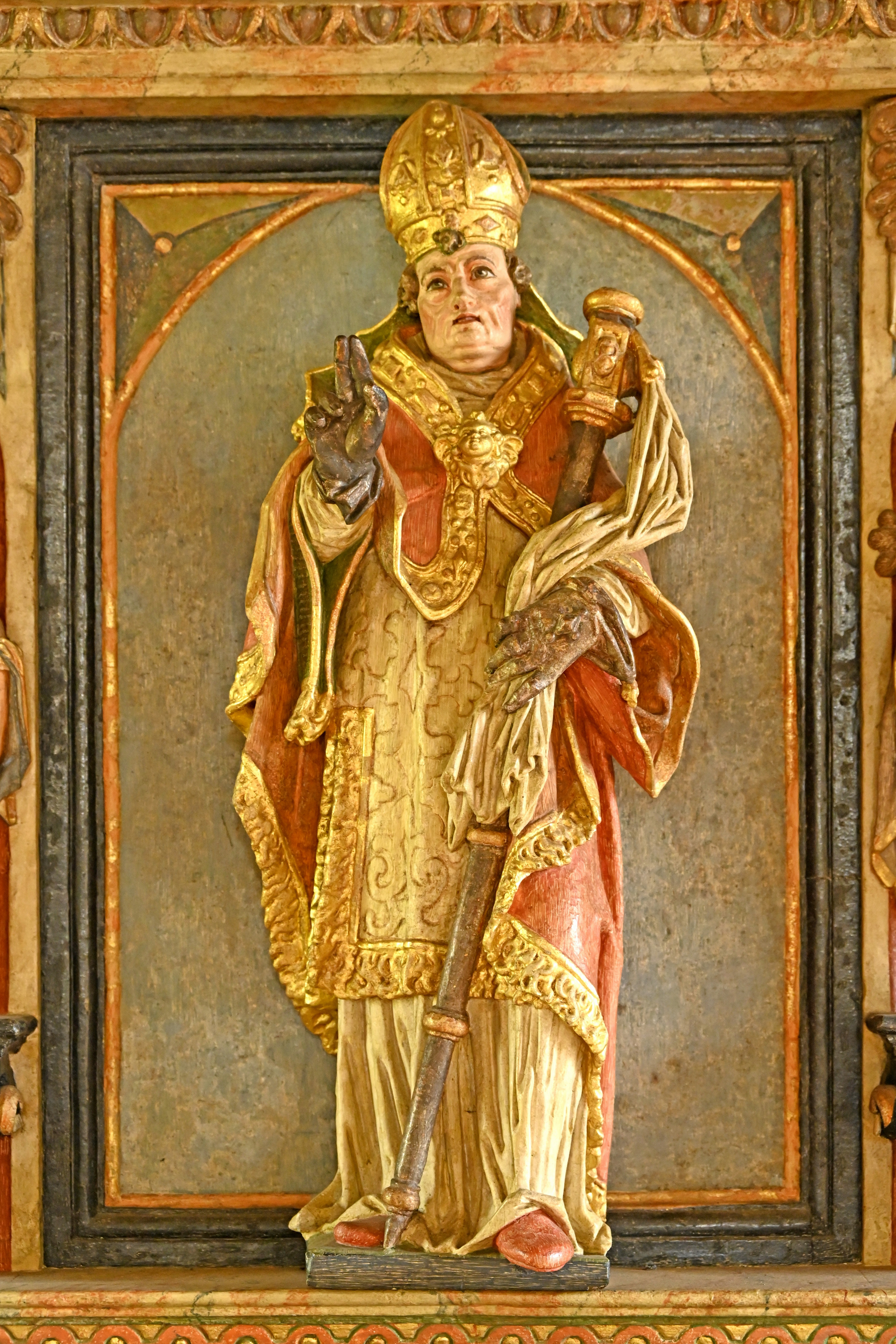
St. Nikolaus
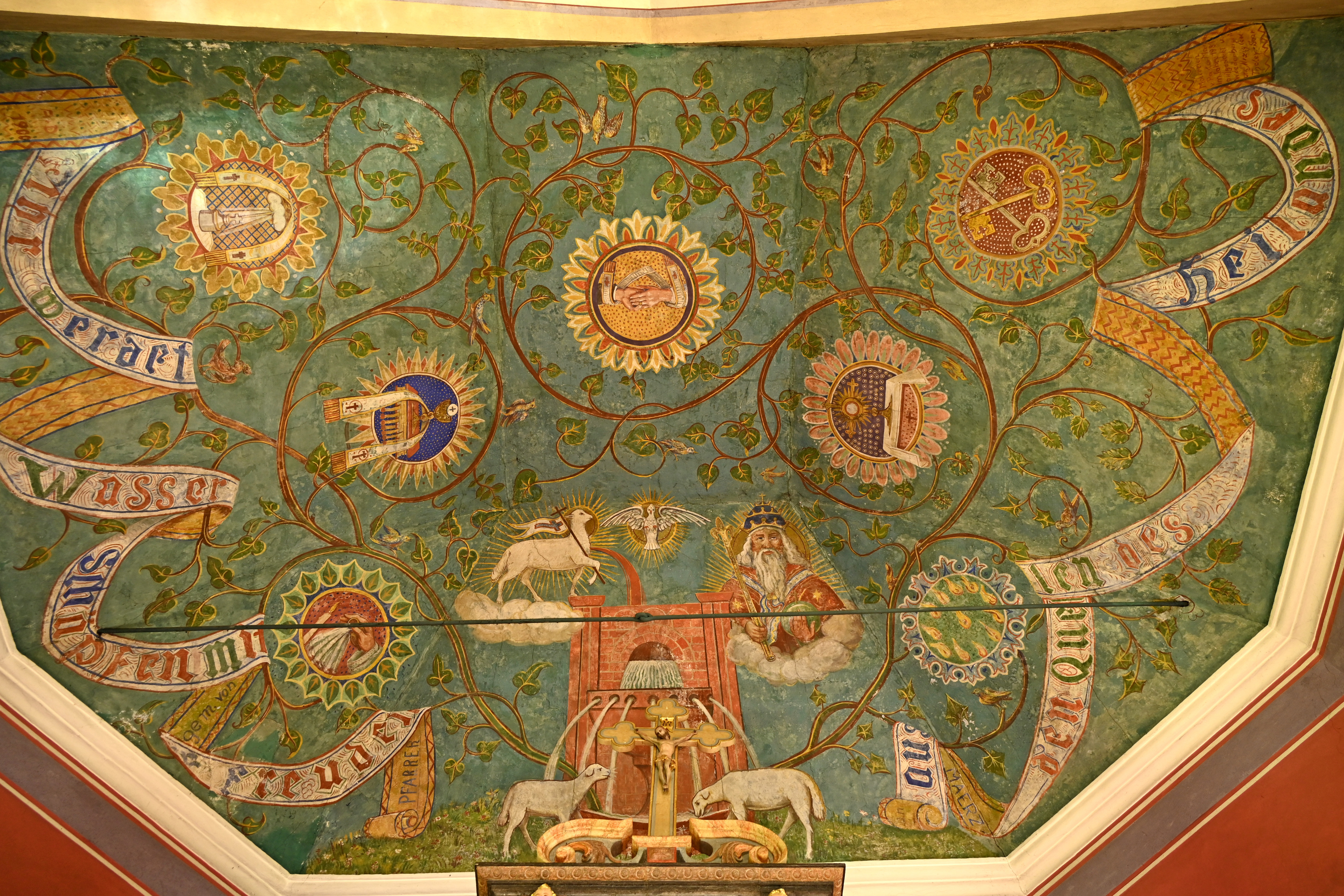
Deckenfresko
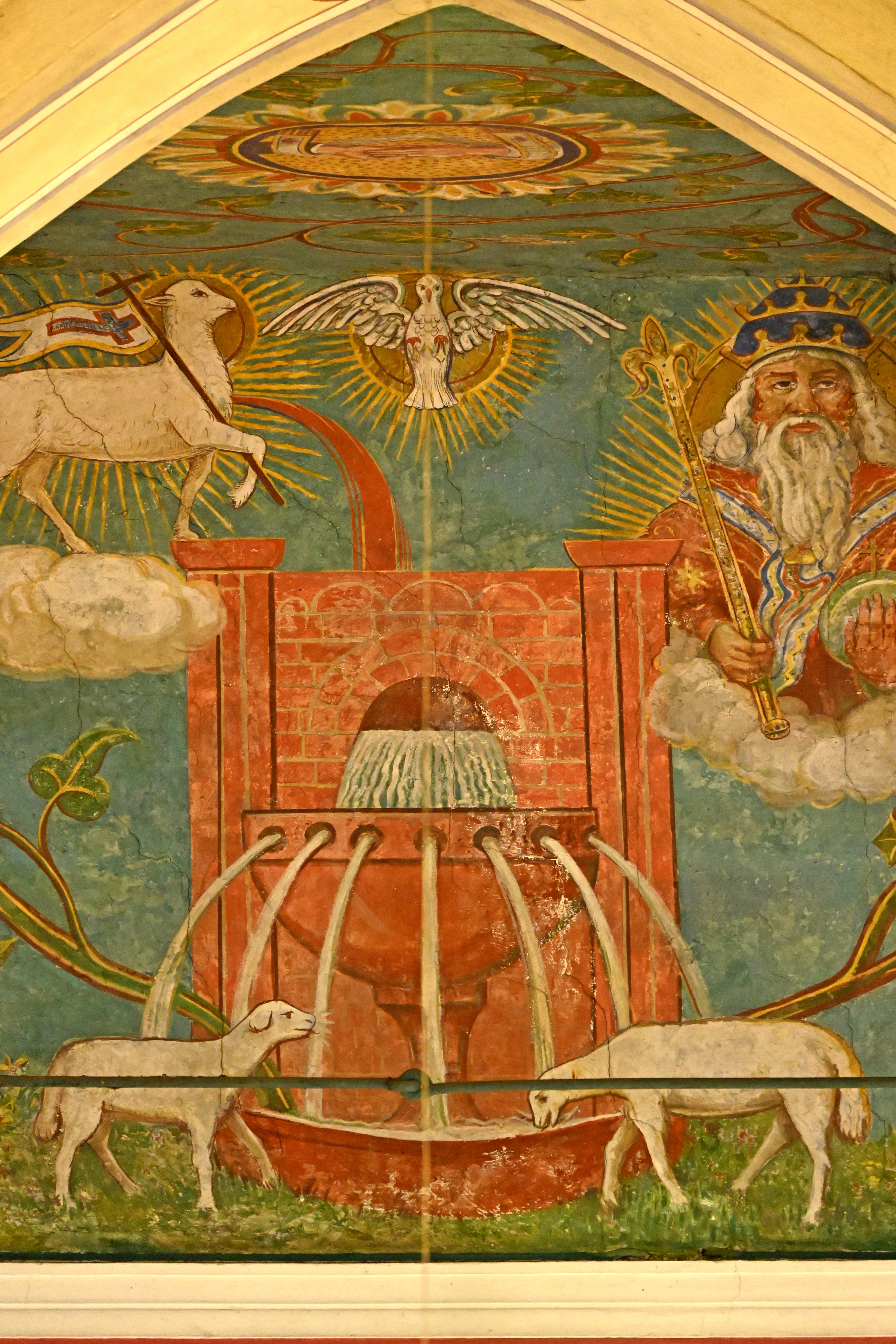
Fresko-Detail
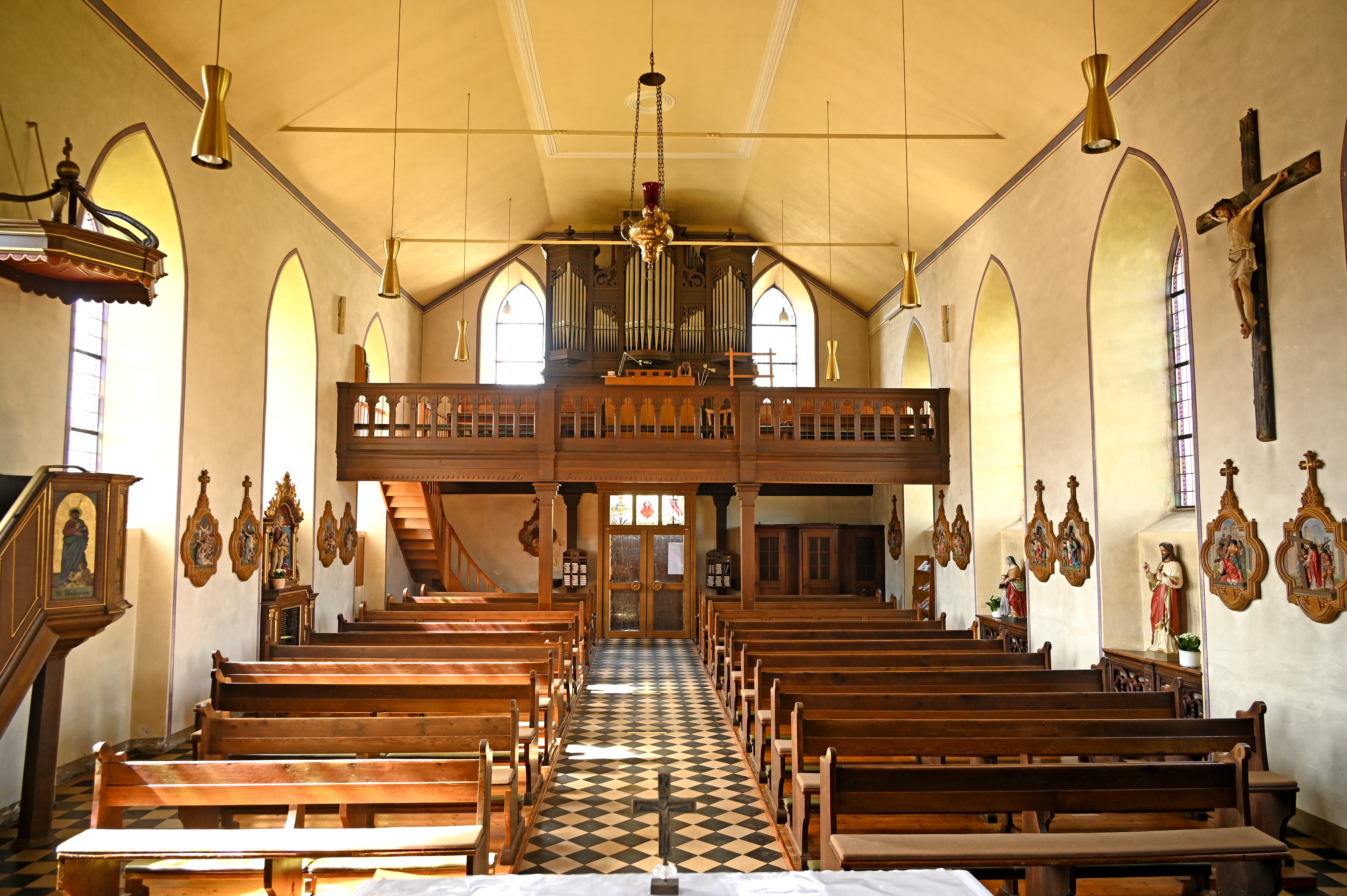
Innenraum nach Westen

Direkt vor der Kirche St. Nikolaus befindet sich ein frühromanischer ehemaliger Taufstein. Möglicherweise handelt es sich dabei um einen christianisierten Menhir.

## Pfarrer ab 1890
- 1890–1899: Johann Adam Kerber
- 1899–1908: verwaltet von Christoph März, Eschfeld
- 1908–1920: Michael Gilles
- 1922–1945: Johann Weirich
- 1945–1953: Matthias Feilen
- 1953–1979: Alexander Lauer
- seit 1979 verwaltet von Eschfeld und Arzfeld